# Slezské Pavlovice
Slezské Pavlovice (do roku 1947 Německé Pavlovice, německy Deutsch Paulowitz) jsou obec v okrese Bruntál v Moravskoslezském kraji. Žije zde 184 obyvatel. Území obce je tvořeno stejnojmenným katastrálním územím. Navzdory svému současnému názvu se jedná o vůbec nejsevernější moravskou obec.

## Název
Místní jméno bylo odvozeno od osobního jména Pavel a znamenalo "Pavlovi lidé". Od 14. století se objevuje přívlastek Deutsch/Německé podle jazyka obyvatel na odlišení od nedalekých Horních a Dolních Povelic (původně Pavlovic), v nichž se mluvilo česky. Po druhé světové válce přívlastek změněn na Slezské, ač vesnice nikdy ke Slezsku nepatřila.

## Poloha
Obec Slezské Pavlovice sousedí na západě, severu a východě s Polskem (gminy Lubrza a Racławice Śląskie), nejbližší město v Polsku je Prudník, který se nachází 5,5 kilometru a na jihu s Hlinkou a Osoblahou. Od okresního města Bruntál je vzdálena 39,5 kilometru a od krajského města Ostrava 67,5 kilometru.
Geomorfologicky patří Slezské Pavlovice k provincii Středoevropská nížina, subprovincii Středopolské nížiny, oblasti Slezská nížina (geomorfologický celek Opavská pahorkatina (polsky Płaskowyż Głubczycki), podcelek Osoblažská nížina). Nejvyššího bodu dosahují u tzv. Švédského sloupu (polsky Szwedzki Słup, německy Schweden Säule) na severní hranici (257 m n. m.).
Území Slezských Pavlovic patří do povodí Odry, resp. řeky Osoblahy. Jižní částí území obce protéká říčka Prudník, přitékající z Polska, kde protéká stejnojmenným městem, a vlévající se později do Osoblahy. Samotnými Pavlovicemi protéká Pavlovický potok, který východně od vsi napájí Pavlovický rybník II.
Území obce pokrývá z 84,5 % zemědělská půda (77,5 % orná půda, 6 % louky a pastviny), z 1,5 % les a z 11,5 % zastavěné a ostatní (např. průmyslové) plochy.

## Historie
První písemná zmínka o obci pochází z roku 1267. U jižního okraje katastru obce existovala dříve malá osada Závsí (německy Hinterhäsel), která měla status místní části obce. Obec Slezské Pavlovice byla původně obývána výlučně německým obyvatelstvem a nesla název Německé Pavlovice. Po poválečném odsunu Němců byla roku 1947 přejmenována na svůj současný název nerespektující příslušnost k Moravě. Součástí katastru obce je od 14. února 1959 také slezské území mezi říčkou Prudníkem a Sádeckým potokem, které bylo připojeno k Československu od Polska na základě Smlouvy mezi Československou republikou a Polskou lidovou republikou o konečném vytyčení státních hranic, podepsanou ve Varšavě dne 13. června 1958. Toto vytyčení hranice upravoval československý zákon č. 62/1958 Sb.

## Obyvatelstvo

### Vývoj počtu obyvatel
Počet obyvatel Slezských Pavlovic podle sčítání nebo jiných úředních záznamů:
| Rok            | 1869 | 1880 | 1890 | 1900 | 1910 | 1921 | 1930 | 1950 | 1961 | 1970 | 1980 | 1991 | 2001 | 2011 | 2021 |
| -------------- | ---- | ---- | ---- | ---- | ---- | ---- | ---- | ---- | ---- | ---- | ---- | ---- | ---- | ---- | ---- |
| Počet obyvatel | 555  | 580  | 531  | 497  | 497  | 437  | 427  | 231  | 295  | 260  | 246  | 213  | 189  | 195  | 163  |
| Počet domů     | 79   | 81   | 77   | 76   | 82   | 81   | 87   | 69   | 50   | 39   | 43   | 46   | 48   | 45   | 47   |

Ve Slezských Pavlovicích je evidováno 58 adres, vesměs čísla popisná (trvalé objekty). Při sčítání lidu roku 2001 zde bylo 48 domů, z toho 39 trvale obydlených.

## Obecní správa
Mezi lety 1869–1950 Slezské Pavlovice byly obcí v okrese Krnov. V letech 1960–1990 patřily jako část obce k Osoblaze a od 24. listopadu 1990 jsou opět samostatnou obcí.

### Obecní symboly
Znak a vlajka byly obci uděleny rozhodnutím předsedy Poslanecké sněmovny Parlamentu České republiky dne 26. listopadu 1999.

## Pamětihodnosti
- Zámek Slezské Pavlovice
- Kostel svatého Ondřeje je kulturní památka ČR.[18]
- Socha sv. Jana Nepomuckého
- Přírodní rezervace Džungle, lužní les
- Přírodní rezervace Velký Pavlovický rybník (Pavlovický rybník I.)
- Přírodní památka Osoblažský výběžek

## Galerie

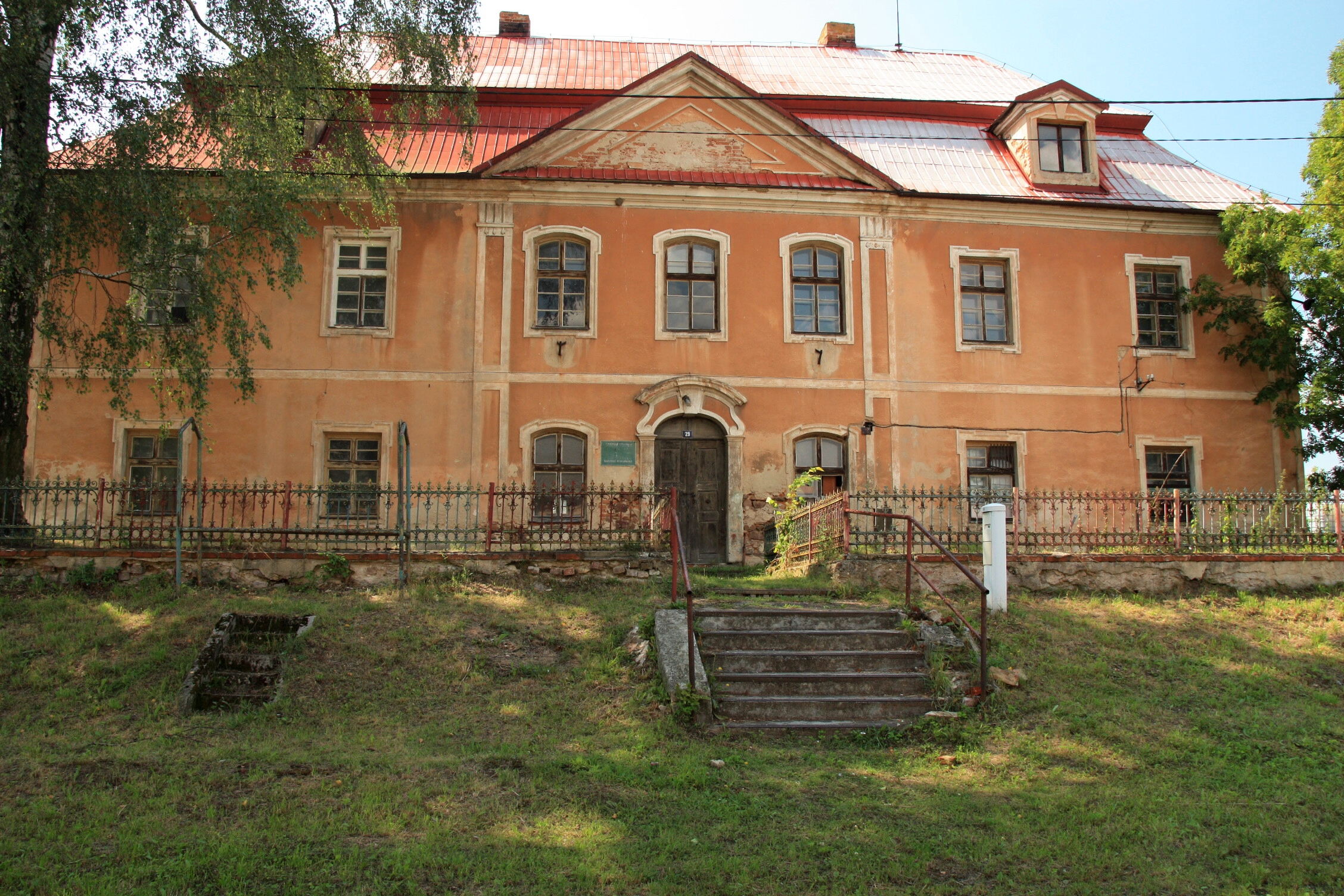
Zámek ve Slezských Pavlovicích
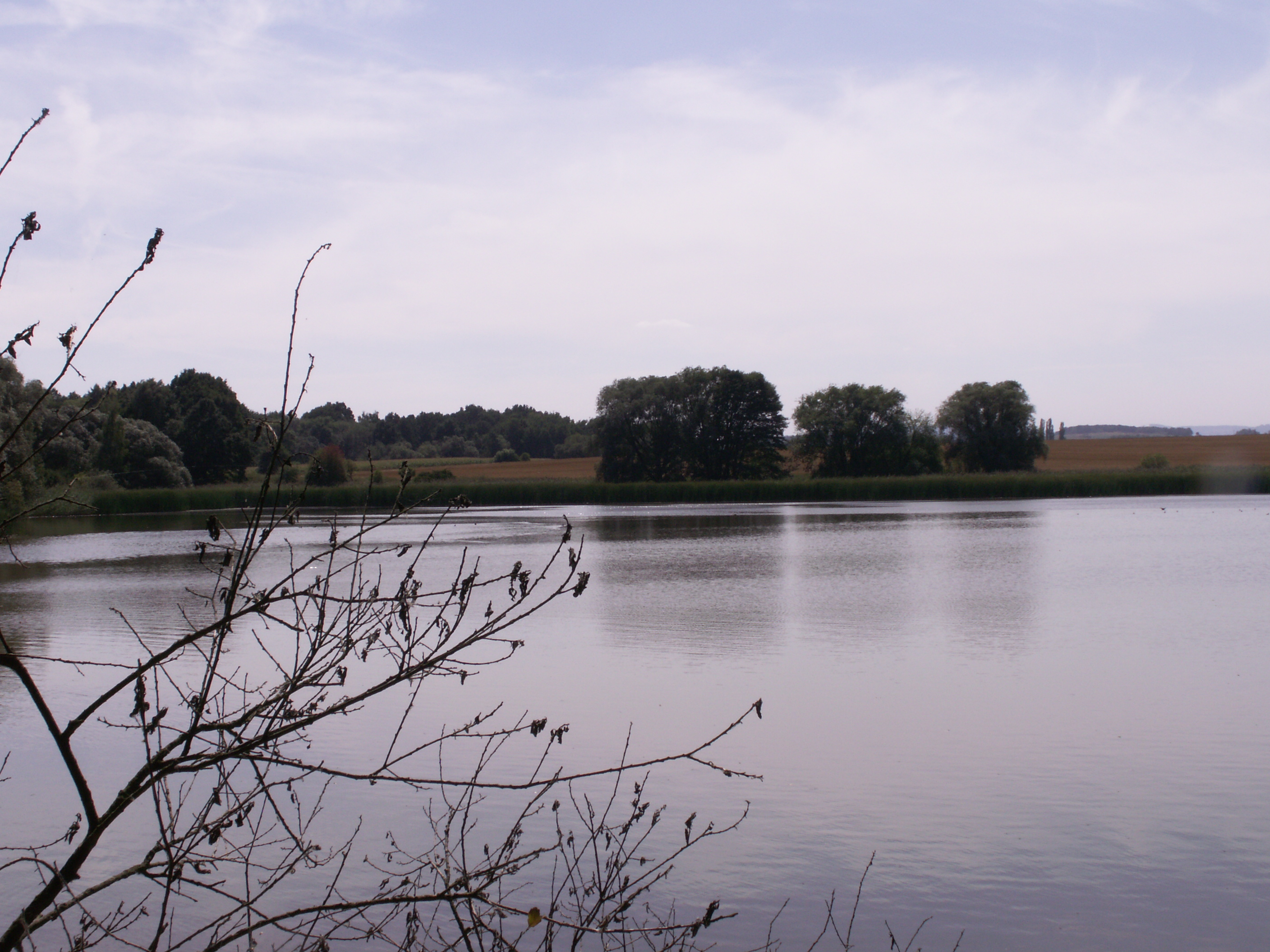
Velký Pavlovický rybník
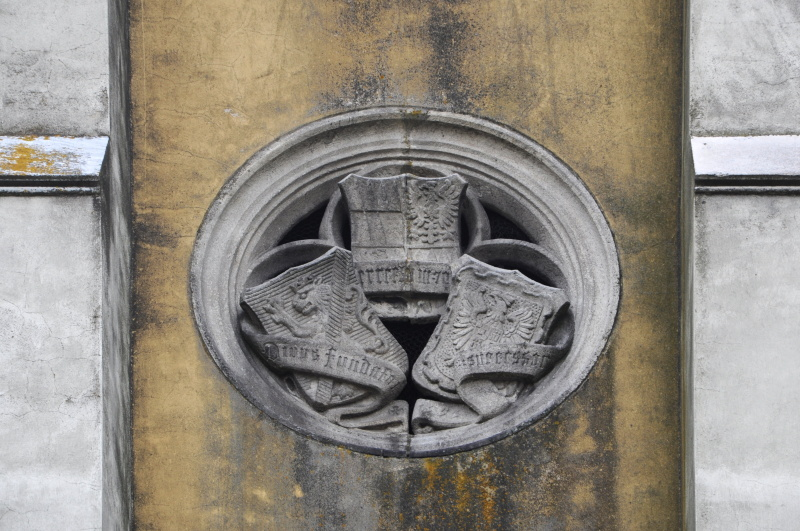
Detail výzdoby kostela sv. Ondřeje
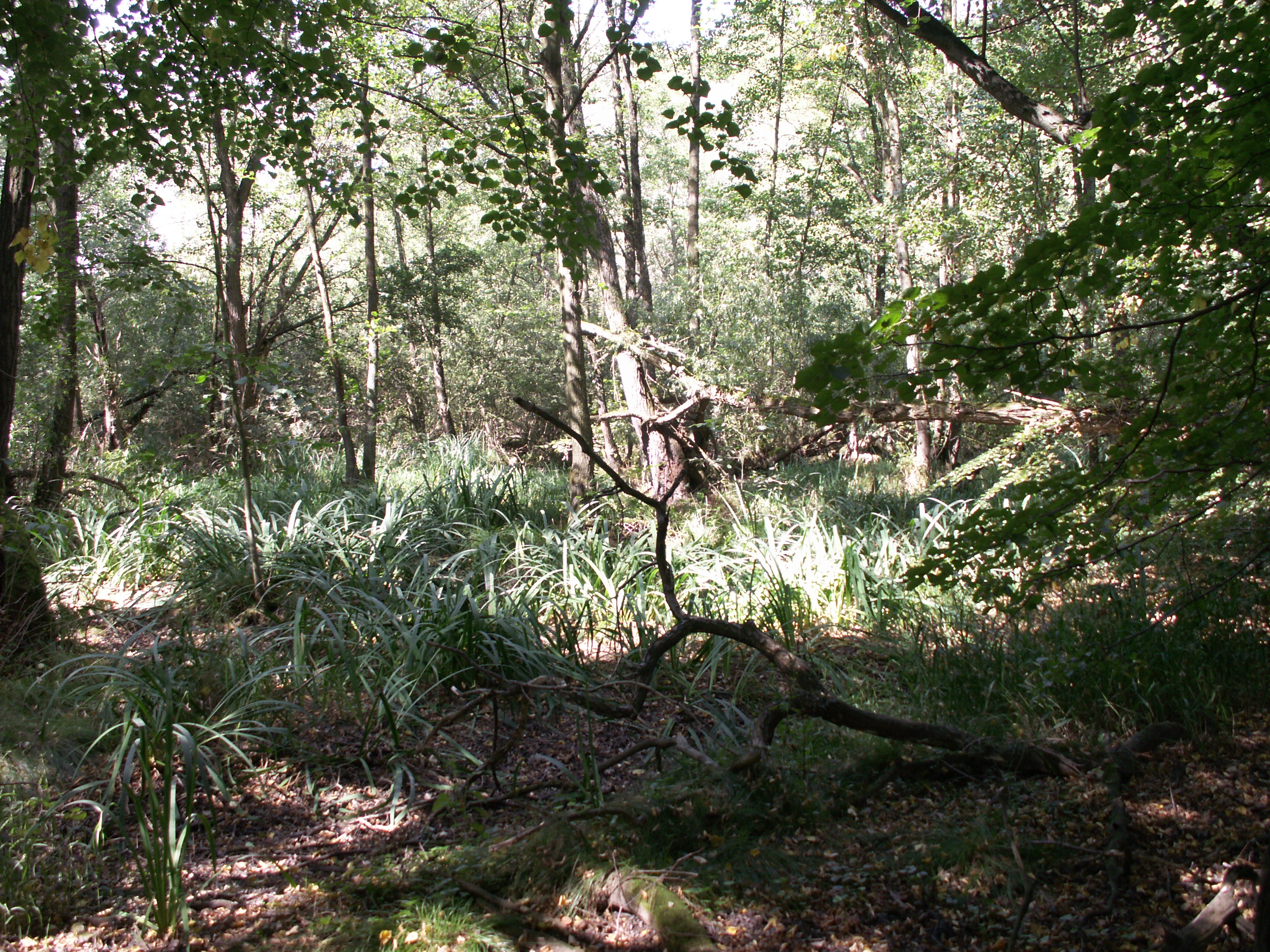
Přírodní rezervace Džungle
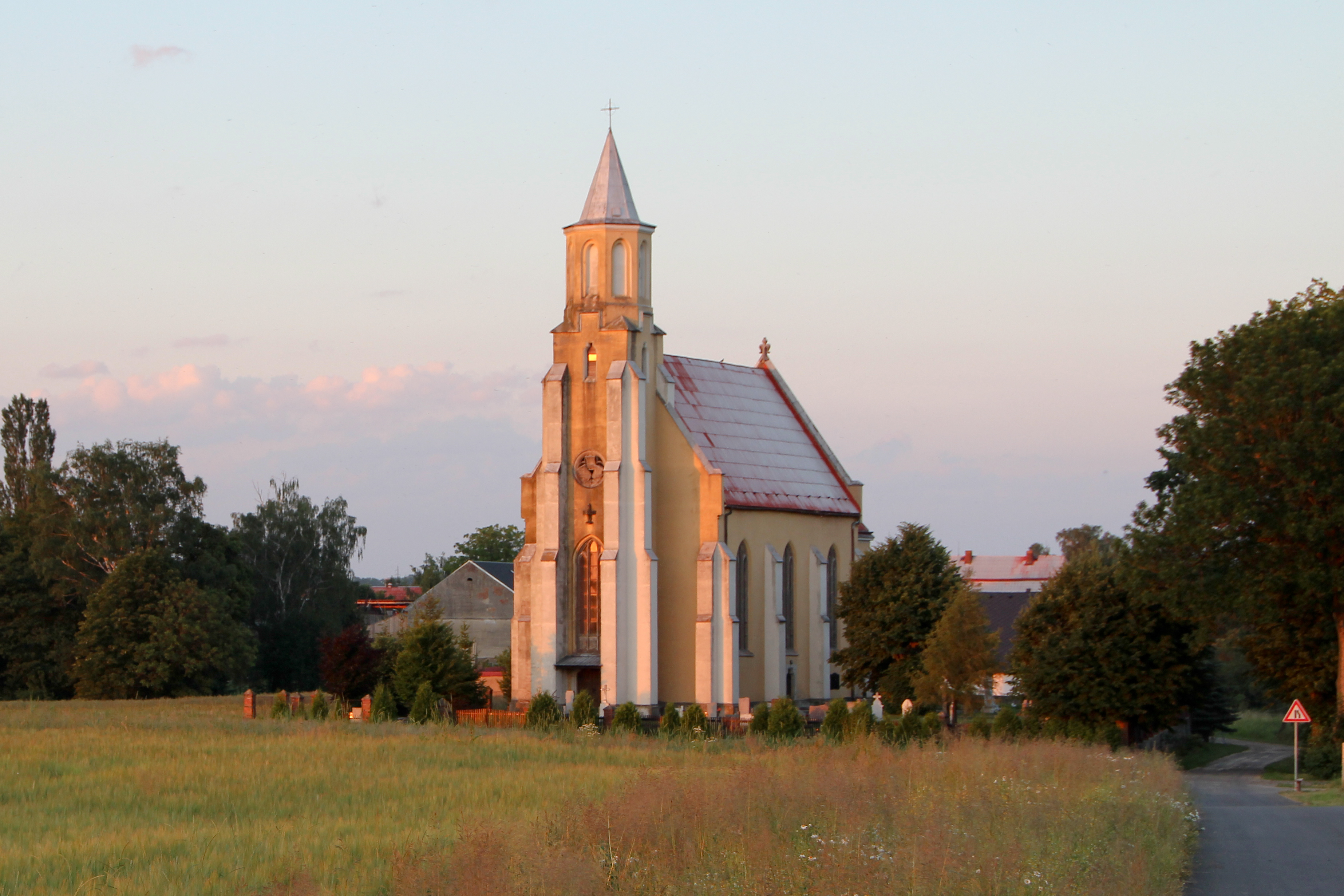
Kostel svatého Ondřeje